# Kardoliński Wierch
Kardoliński Wierch (słow. Kardolínsky vrch, 1054 m) – mało wybitne wzniesienie w Kardolińskim Grzbiecie na północnych stokach słowackich Tatr Bielskich. Grzbiet ten odbiega na północny wschód od Bujaczego Wierchu i kolejno znajdują się w nim: Kardolińska Przełęcz Wyżnia (ok. 1100 m), Kardoliński Wierch (ok. 1127 m), Kardolińska Przełęcz (ok. 970 m) i Czarny Wierch (1054 m).
Północno-zachodnie stoki Kardolińskiego Wierchu opadają do Kardolińskiego Żlebu, południowe do Doliny Czarnej. Jest całkowicie porośnięty lasem. Jego zboczami prowadzą dwie ścieżki, obydwie jednak omijają szczyt. Jak pisze Władysław Cywiński jest to typowe dla ścieżek i dróg, które nie są przeznaczone dla ruchu turystycznego, lecz dla drwali i myśliwych.
Nazwa szczytu jest autorstwa Władysława Cywińskiego. Wywodzi się od przysiółka Kardolin, na którym w XIX wieku znajdował się kamieniołom.